# Maison McLean
 (mai 2024).
Si vous disposez d'ouvrages ou d'articles de référence ou si vous connaissez des sites web de qualité traitant du thème abordé ici, merci de compléter l'article en donnant les références utiles à sa vérifiabilité et en les liant à la section « Notes et références ».

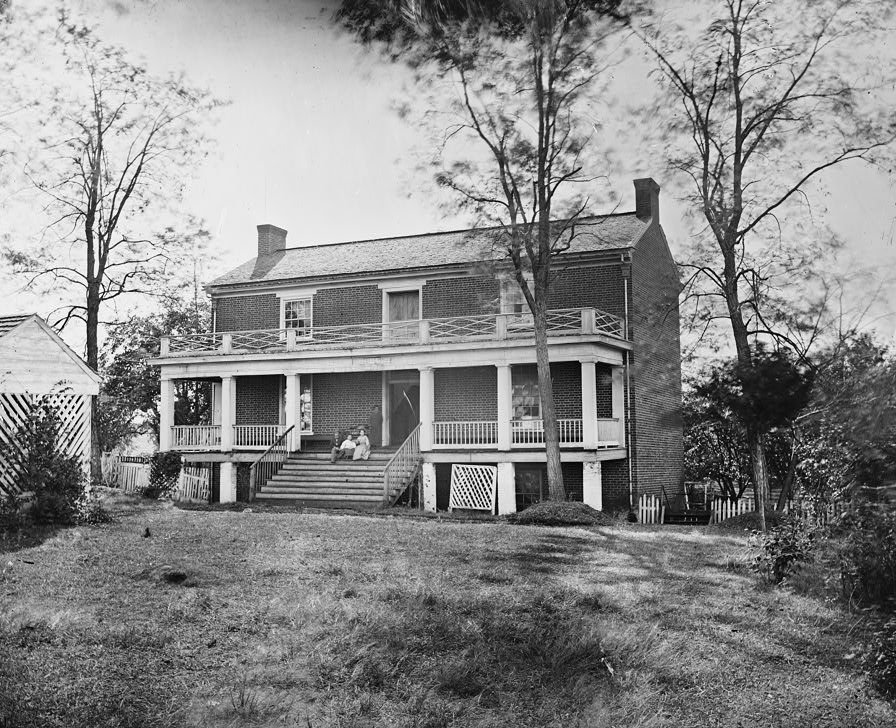
La maison McLean, en avril 1865.

La maison McLean[réf. nécessaire] (en anglais : McLean House) est un bâtiment historique américain se situant dans le parc historique national d'Appomattox Court House à Appomattox, en Virginie. 

## Histoire
Elle est bâtie en 1848 par Charles Raine et vendue par Eliza D. Raine en 1863 à Wilmer McLean.
C'est dans le salon de cette maison que fut signée la reddition de l'armée de Robert Lee au général nordiste Ulysses S. Grant le 9 avril 1865, sonnant ainsi la fin de la guerre de Sécession.
Elle est inscrite au registre du National Park Service depuis le 26 juin 1989.